# Porte de Versailles
Cet article concerne l'ancienne porte. Pour la station de métro, voir Porte de Versailles (métro de Paris).
La porte de Versailles est une porte de Paris, aujourd'hui disparue.

## Situation et accès
Elle est située à la lisière du 15e arrondissement, entre le boulevard Victor et le boulevard Lefebvre, au nord d'Issy-les-Moulineaux. La pénétration dans la capitale se fait par la rue de Vaugirard qui y a une de ses extrémités (la rue de Vaugirard est la plus longue rue de Paris ; elle commence au boulevard Saint-Michel et se termine porte de Versailles).
Côté banlieue, la porte de Versailles est l'origine de l'ancienne route nationale 189, qui mène au pont de Sèvres.
La porte n'est pas directement desservie par un échangeur du boulevard périphérique de Paris, les plus proches se situant porte de Sèvres ou porte de la Plaine.
Ce site est desservi par la station de métro Porte de Versailles. En outre, elle est accessible par les lignes de tramway T2 et T3a.
La place à porte de Versailles, auparavant important carrefour routier, a été totalement remaniée lors de la création, en 2006, de la ligne de tramway T3a, qui circule sur une plate-forme engazonnée, et dont l'aménagement a permis de « pacifier » la circulation automobile.

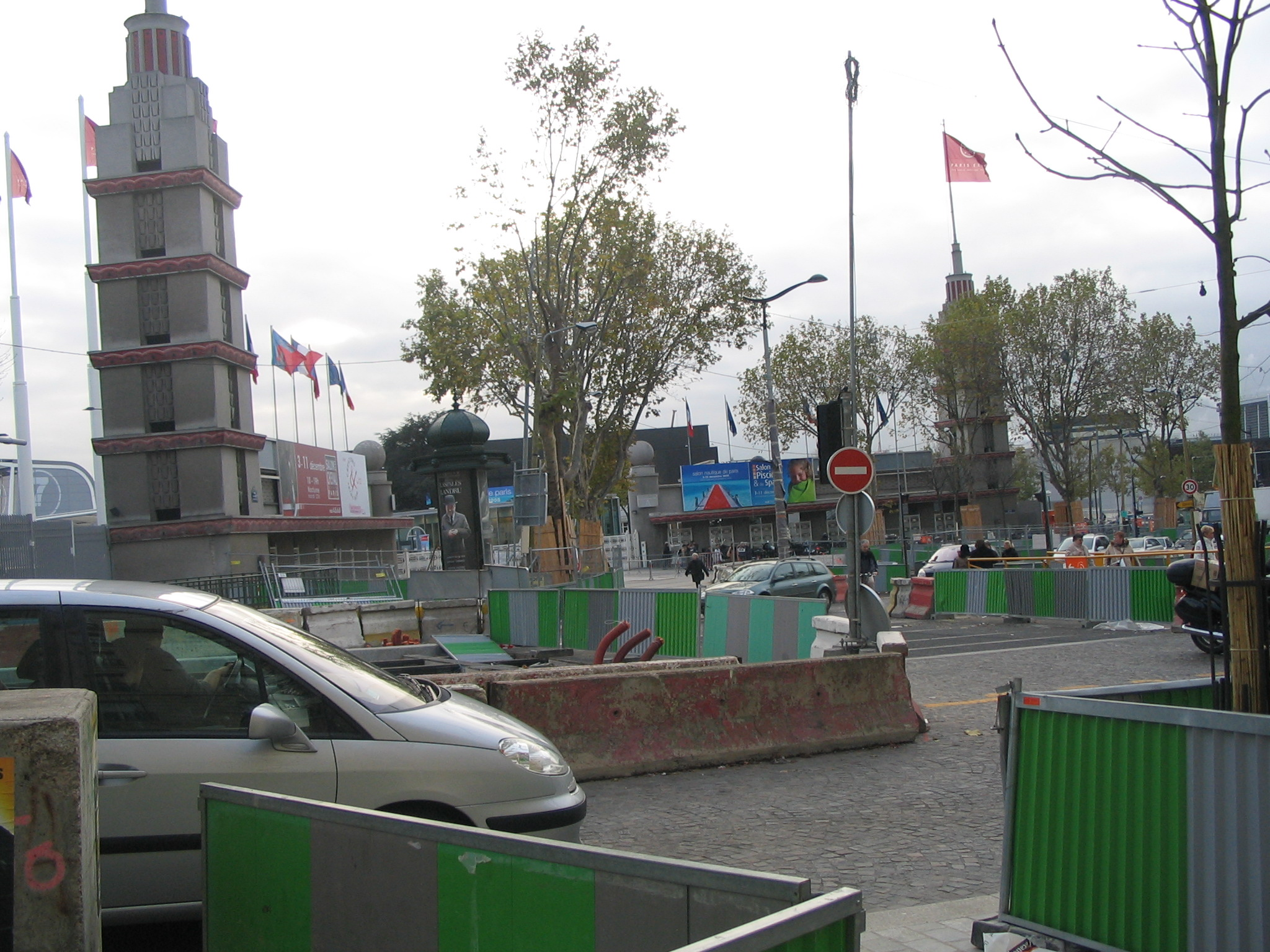
La porte de Versailles pendant les travaux du tramway T3a, le 1er décembre 2005.
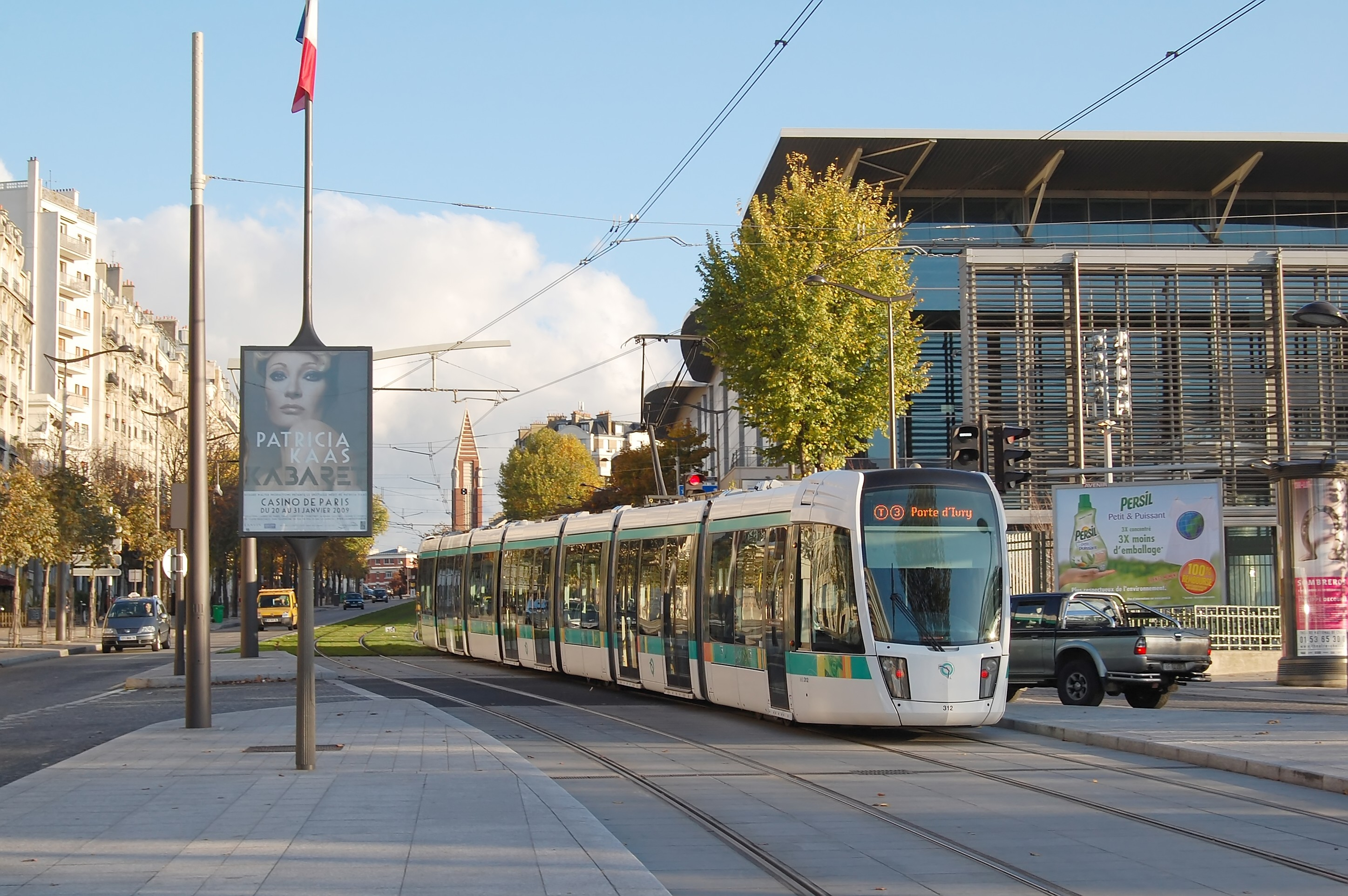
Une rame de la ligne de tramway T3a passe devant le Parc des expositions de la porte de Versailles.
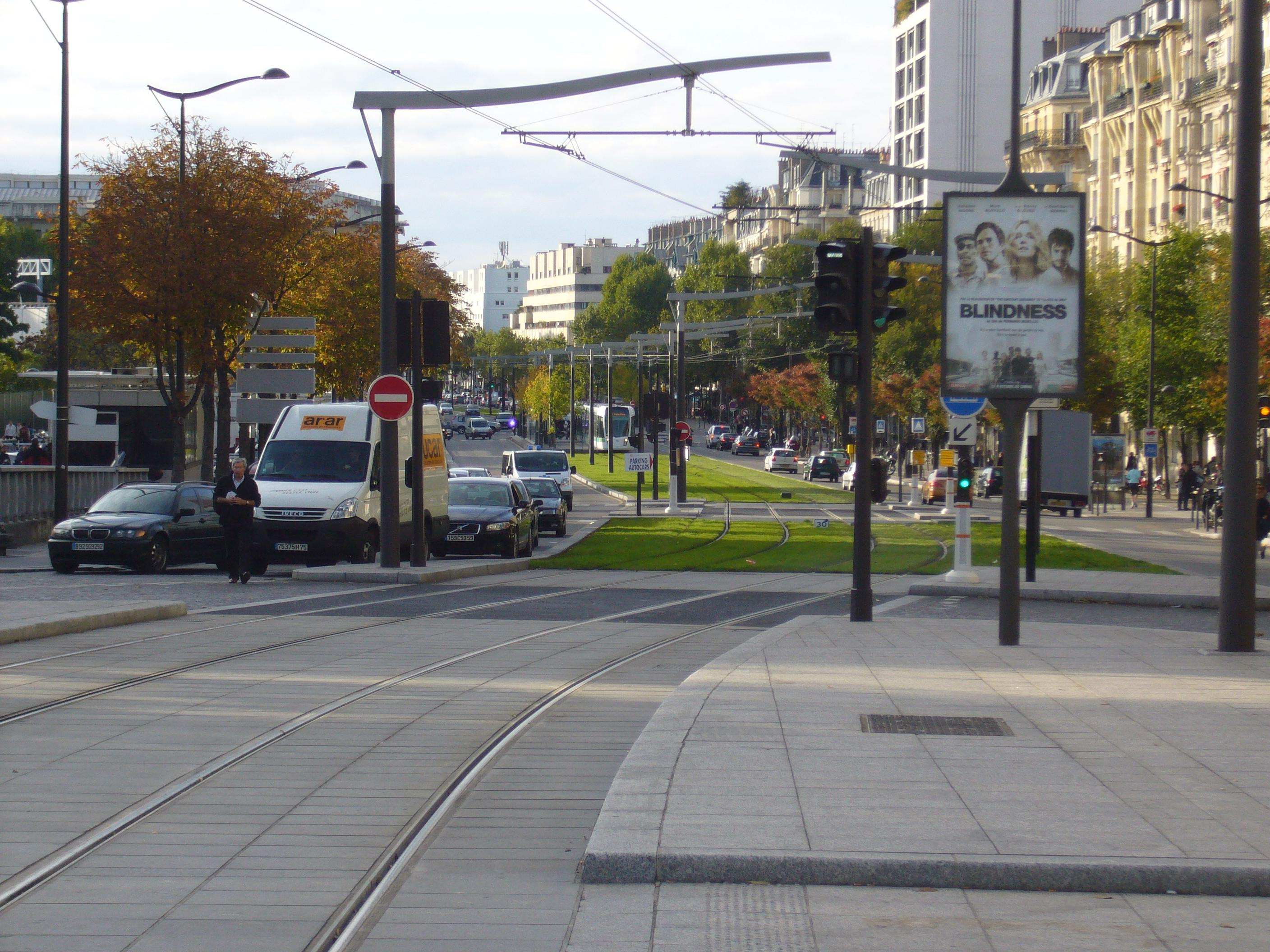
Le tramway T3a à la porte de Versailles.
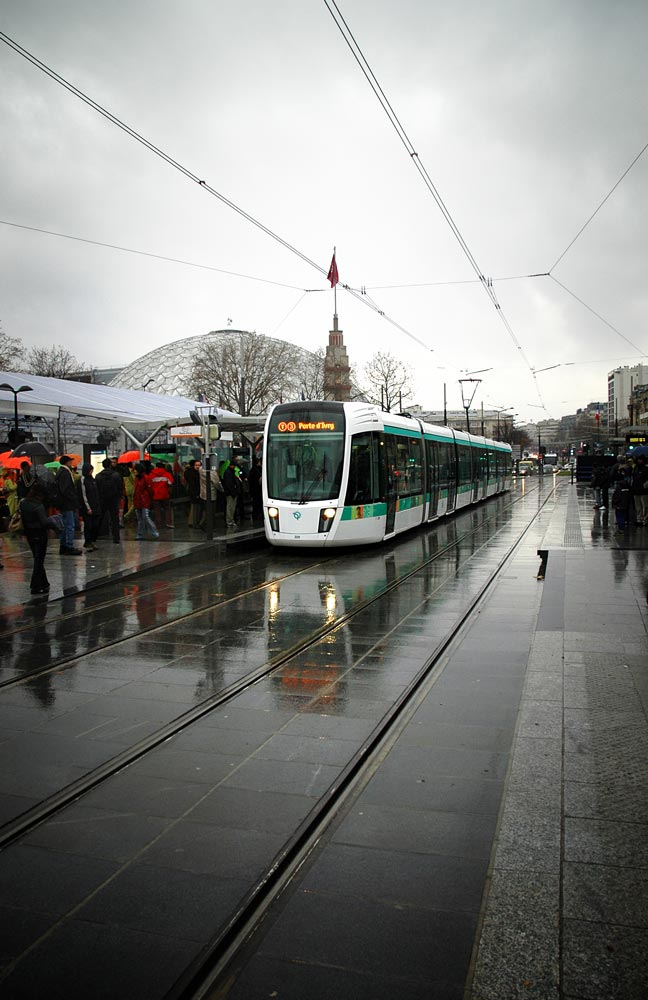
Le tramway inaugural sur la ligne T3, à la porte de Versailles.

Ces travaux sont complétés en 2009, avenue Ernest-Renan, par la création du nouveau terminus du T2 entré en service le 21 novembre.
Une station de métro y est implantée, qui fut l'ancien terminus sud du métro de la ligne 12, maintenant prolongée jusqu'à la mairie d'Issy-les-Moulineaux. La station Porte de Versailles est la seule station (avec les stations Porte de Vincennes et Porte de Choisy depuis avril 2021) avec une correspondance entre deux tramways parisiens.
Depuis décembre 2006, la ligne 3a du tramway y a également un arrêt.
Depuis le 21 novembre 2009, la ligne 2 du tramway, dont le terminus était à Issy-les-Moulineaux, est prolongée jusqu'à la porte de Versailles, permettant de relier celle-ci directement à la Défense et à Bezons.

## Origine du nom
La place à porte de Versailles doit son nom à son orientation qui permet d'atteindre la ville de Versailles.

## Historique
La porte de Versailles est l'une des dix-sept percées dans l'enceinte de Thiers au milieu du XIXe siècle pour protéger Paris. Aujourd'hui, ce terme désigne toujours son emplacement et donne son nom à la place de la Porte-de-Versailles.

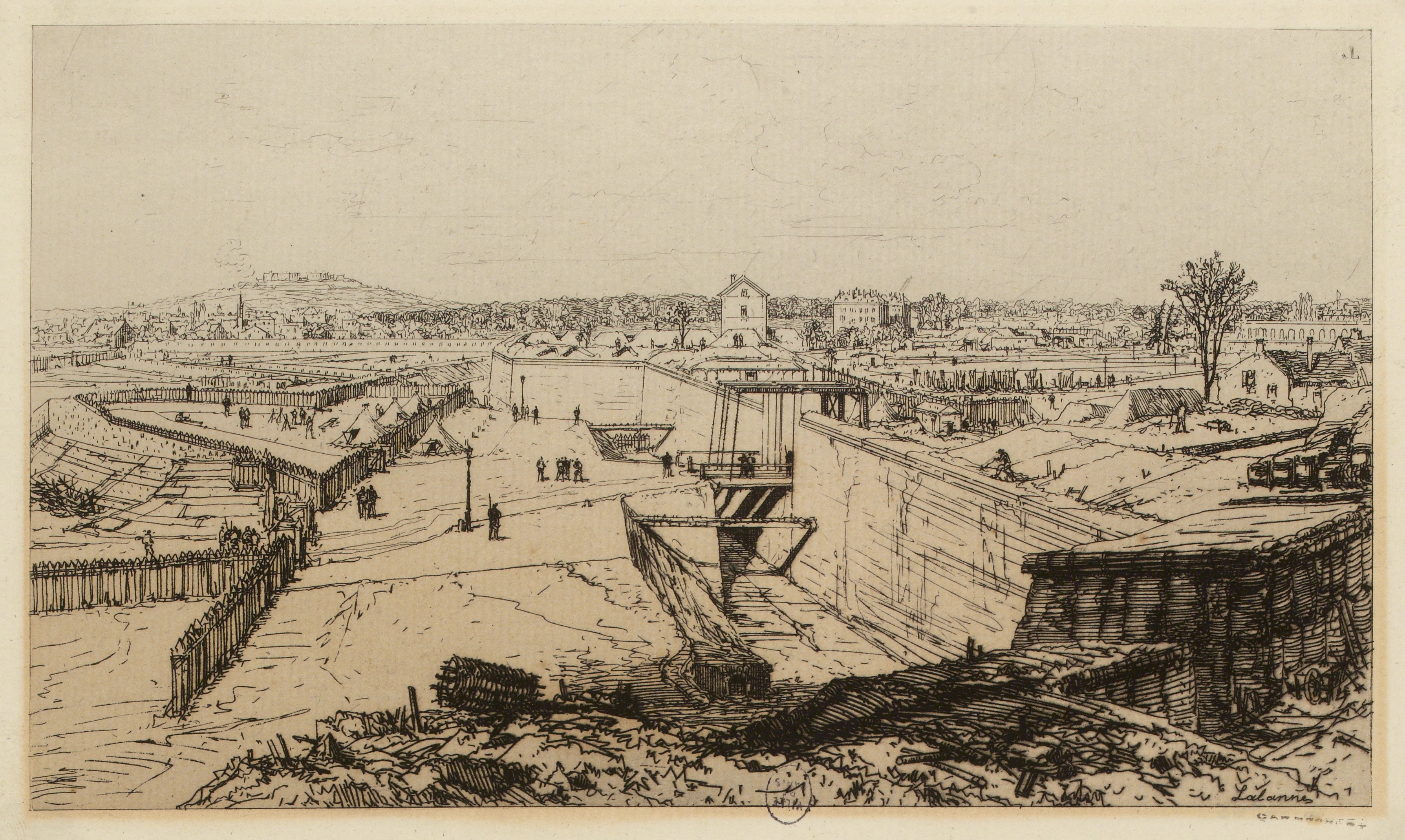
Bastion 66, en 1871.
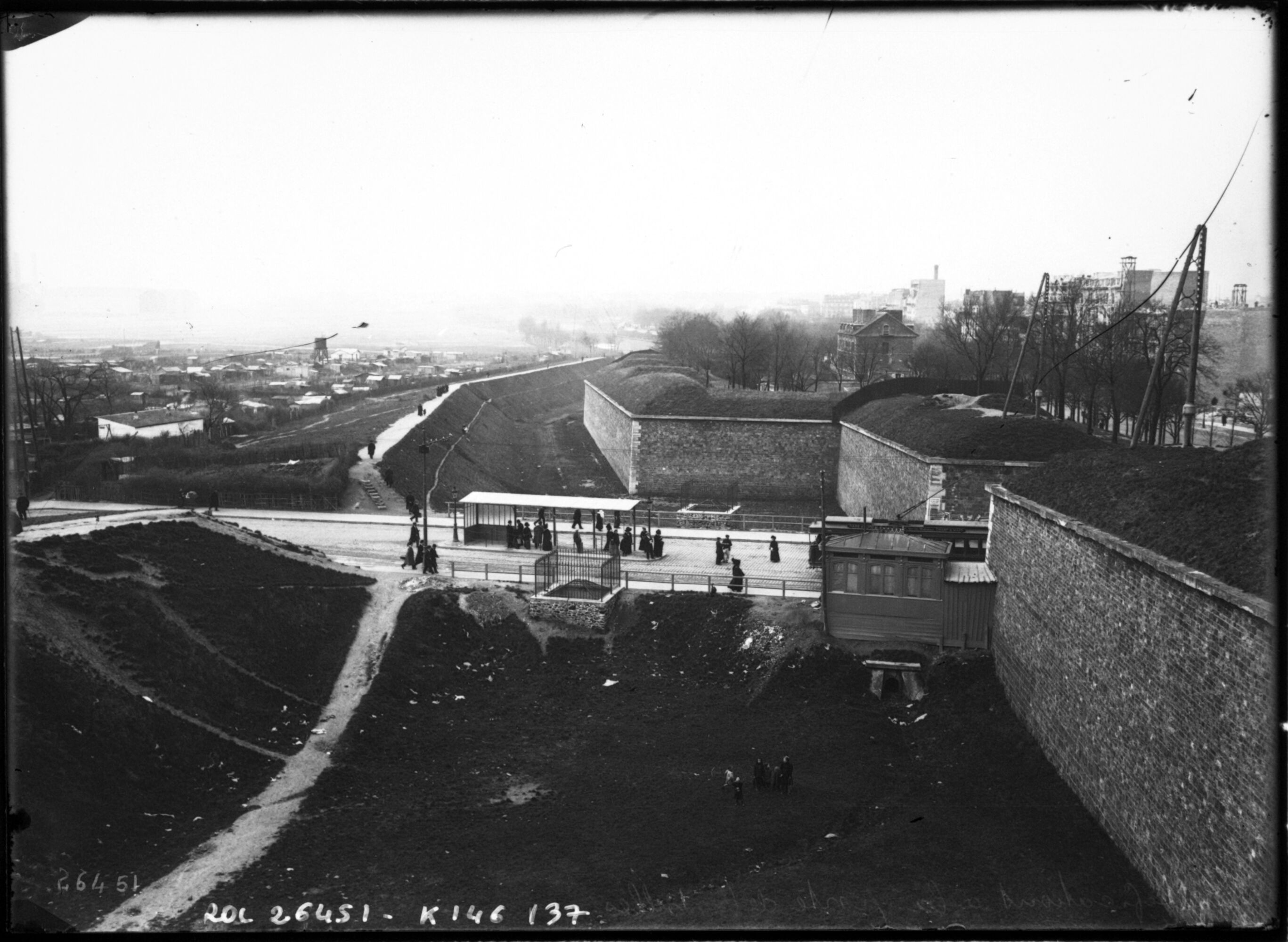
La porte de Versailles, à l'époque de l'enceinte de Thiers.

## Bâtiments remarquables et lieux de mémoire

### Le Parc des expositions

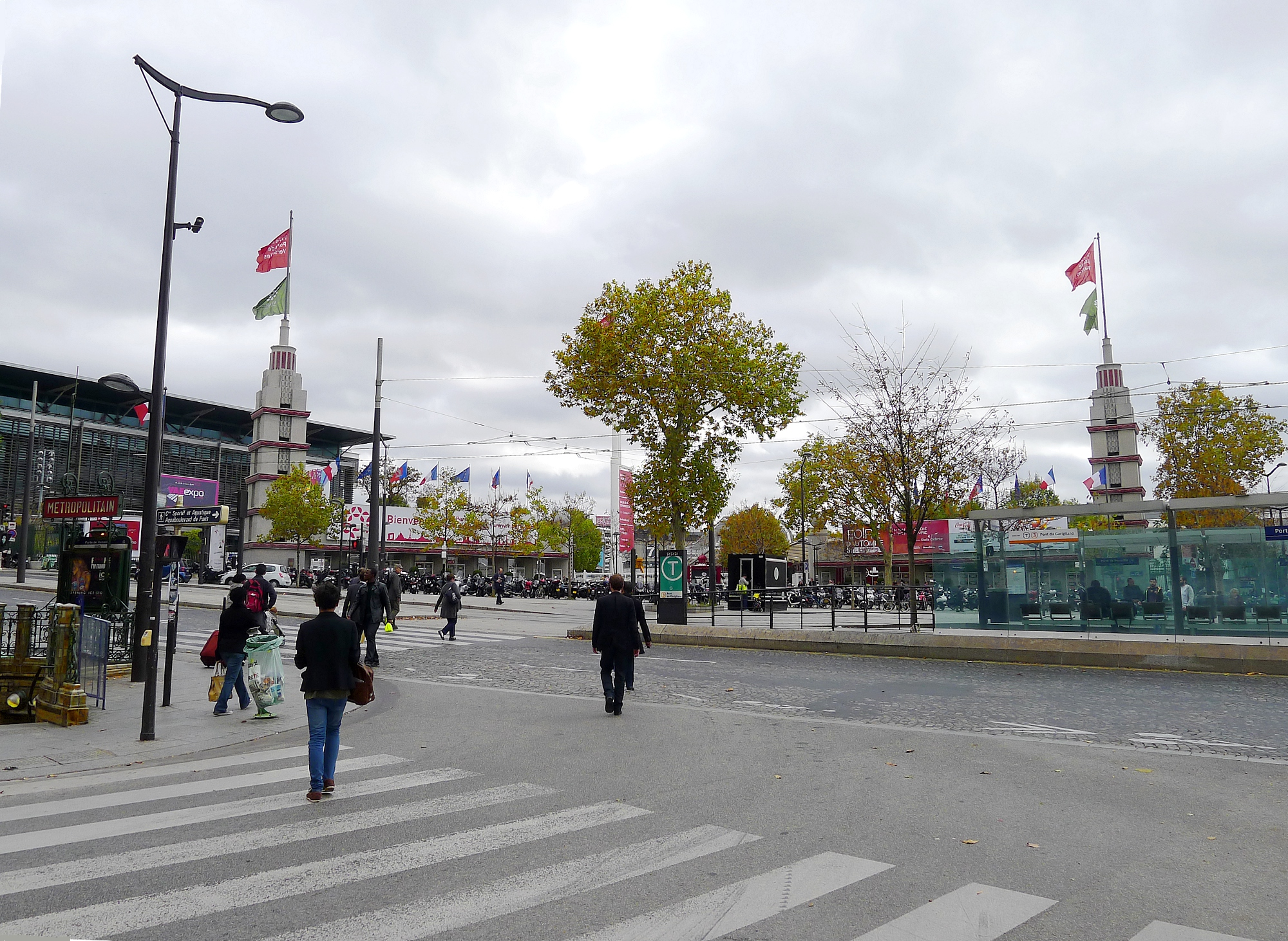
En arrière-plan de la place, l'entrée du parc des expositions.

La caractéristique du quartier est d'accueillir et donner son nom au principal parc des expositions de Paris. Construit en 1923, il est actuellement le plus important en France et le 4e en Europe. Sur une surface de 220 000 m2, sur laquelle s'élèvent huit halls, ont lieu près de 200 salons par an. Elle comprend également 32 salles de réunion et trois amphithéâtres. Le site est la propriété de Paris Expo dont il constitue la plus grande implantation.
Les principales manifestations annuelles sont le Salon international de l'agriculture (700 000 visiteurs), le Mondial de l'automobile de Paris (1,5 million visiteurs, tous les deux ans), le Salon nautique international de Paris en même temps que le Salon de la piscine, le Salon du cheval de Paris, le Salon du livre de Paris, la Foire de Paris, l’Apple Expo…
Le site de la porte de Versailles prend ainsi le relais, à partir du début des années 1960, du Grand Palais devenu trop étriqué pour recevoir les expositions en pleine expansion que constituent le Salon de l'auto, celui des Arts ménagers, la Foire de Paris, le Salon de l'enfance, le Salon du livre…

### Le Palais des sports

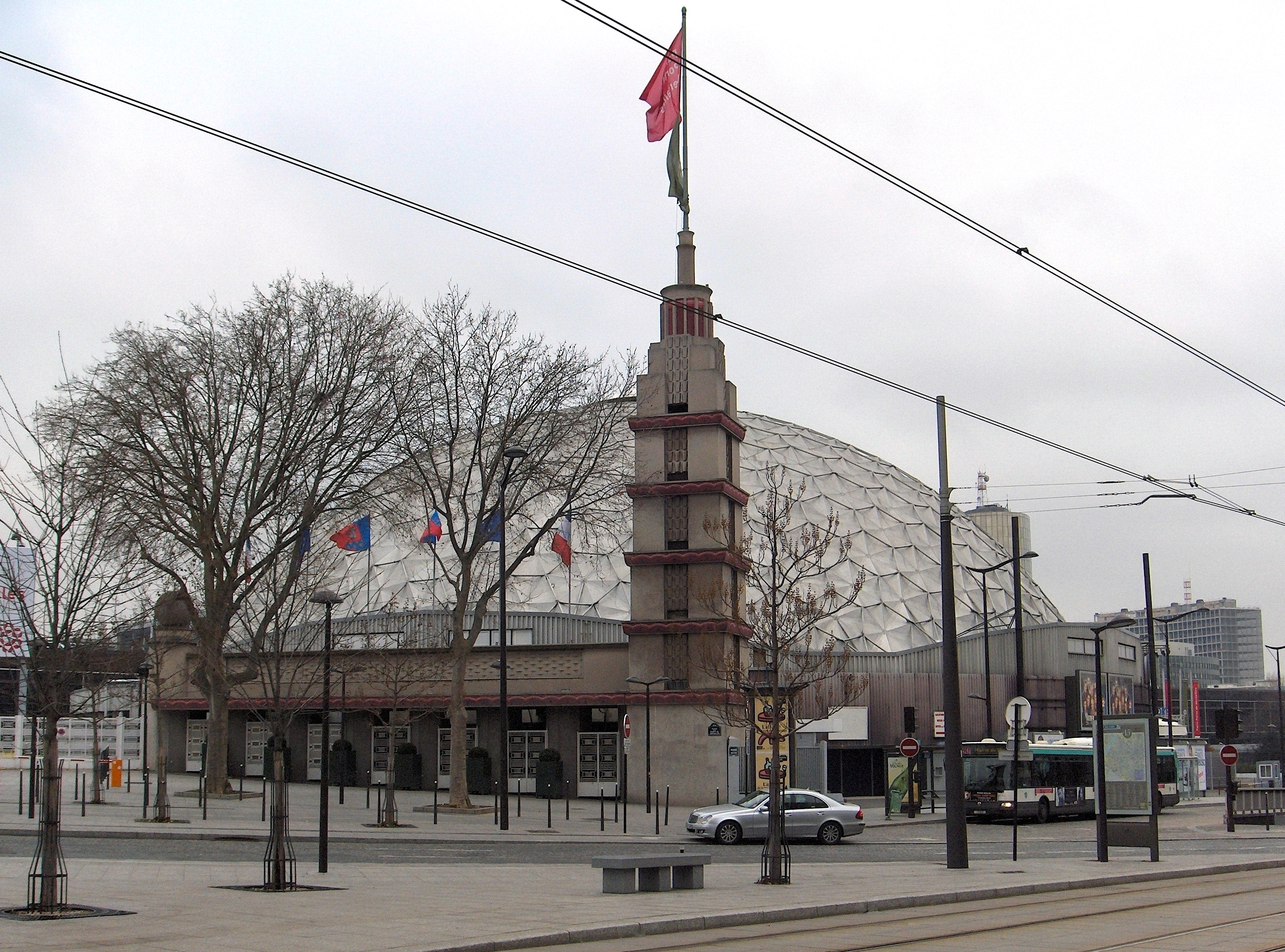
Le dôme du Palais des sports.

Le Palais des sports (rebaptisé Dôme de Paris - Palais des Sports en 2015) est une salle de spectacle (sports, musique, danse) construite en 1959 et inaugurée en 1960.

### L'Hexagone Balard
L'Hexagone Balard, ou site Balard, communément appelé « Balard », est un ensemble immobilier regroupant des états-majors des Forces armées françaises, à Paris. Ce regroupement, initié en décembre 2007 par Hervé Morin, alors ministre de la Défense, s'effectue en 2015, près de la place Balard dans le 15e arrondissement à la limite sud-ouest de la capitale, non loin de l'hôpital européen Georges-Pompidou et de l'héliport de Paris - Issy-les-Moulineaux. Le site est nommé hexagone en référence à la géographie de la France et sur le modèle du Pentagone américain.
L'ensemble représente un effectif d'environ 9 300 personnes.
Le 5 novembre 2015, le président de la République François Hollande inaugure officiellement le site en tant que nouveau siège du commandement des Forces armées françaises.

## Projet

### La tour Triangle
La tour Triangle est un projet d'immeuble de grande hauteur situé au parc des expositions de la porte de Versailles (15e arrondissement de Paris) et qui devrait être construit à l'origine dans la seconde moitié des années 2010.
Le chantier de cet édifice de 180 mètres de hauteur, relancé en 2011 par la Mairie de Paris, aurait dû débuter en 2013-2014. En butte à une forte opposition des riverains et de Parisiens, le projet est rejeté par le Conseil de Paris le 17 novembre 2014, malgré le soutien de la nouvelle maire de Paris, Anne Hidalgo.
Il est finalement approuvé lors d'une délibération du conseil de Paris le 30 juin 2015.
Les travaux ont débuté fin 2021 pour une ouverture prévue en 2026.